# Armada Popular (República Democrática Alemana)
La Armada Popular (en alemán: Volksmarine) era el nombre de la marina de guerra de la República Democrática Alemana. La Armada Popular era parte del Ejército Popular Nacional, establecido en 1956.

## Historia
Poco después del final de la Segunda Guerra Mundial, y con el inicio de la "Guerra Fría", la Unión de Repúblicas Socialistas Soviéticas comenzó a colaborar con la República Democrática Alemana en la construcción de sus fuerzas armadas, incluyendo la formación paulatina de una marina de guerra.
En 1950, oficiales de la Armada Soviética ayudaron a establecer la Seepolizei Hauptverwaltung (Administración Central de Policía Marítima), que pasó a denominarse Volkspolizei-See (Policía Popular - Mar) el 1 de julio de 1952. Al mismo tiempo, los restos de la antigua policía marítima se reorganizaron en el nuevo Grenzpolizei-See (Policía Fronteriza - Mar) para proteger las fronteras marítimas, e incorporados en la Deutsche Grenzpolizei (Policía Fronteriza Alemana), creada en 1946. En 1952, la Volkspolizei-See tenía alrededor de 8.000 miembros en su personal.
El 1 de marzo de 1956, la Alemania Democrática creó formalmente su Nationale Volksarmee (NVA, Ejército Nacional Popular) y el Volkspolizei-See fue convertido en el Verwaltung Seestreitkräfte der NVA (Administración de las Fuerzas Marítimas del NVA) con cerca de 10 000 hombres. En noviembre de 1960 estas fuerzas marítimas fueron designadas oficialmente Volksmarine (Armada Popular). Durante los años siguientes, la Volksmarine recibió gradualmente una serie de buques nuevos, la mayoría construidos en la Alemania Democrática. Sólo los buques de defensa costera y algunas de las rápidas lanchas torpederas fueron proporcionados por la Unión Soviética, en tanto que los helicópteros y algunas embarcaciones auxiliares fueron adquiridos a Polonia.
El 13 de agosto de 1961, la Grenzbrigade Küste der Grenzpolizei (GBK, Brigada Costera de la Policía Fronteriza) se incorporó a la Armada Popular. Con la reorganización en 1965 de todas las fuerzas de ataque, los botes torpederos rápidos se combinaron en una única flota (la 6ª Flotilla) y se estacionaron en la península de la isla de Rügen. En la década del '70 la Armada Popular tenía cerca de 18 000 hombres. En la década del '80 algunos de los barcos fueron reemplazados y se adquirieron cazabombarderos de fabricación soviética.
En 1988, la Armada Popular tuvo breves enfrentamientos hostiles con las fuerzas navales polacas por una disputa de fronteras marítimas, y en las posteriores negociaciones, alrededor de dos tercios de la zona marítima en disputa fueron asignados a la Alemania Democrática.
La Armada Popular se disolvió, como las otras ramas del Ejército Popular Nacional, el 2 de octubre de 1990 - el día antes de la reunificación alemana. Una parte de su personal fue absorbido por la Bundesmarine (que se llamó en adelante Deutsche Marine) y otra parte por la Policía de Fronteras de Alemania. La mayoría de los buques y otros equipos fueron desechados o vendidos.

Gorra de un Oficial de Marina de la Armada del Ejército Popular Nacional de la RDA - (Con cubierta de gorra) - 1962
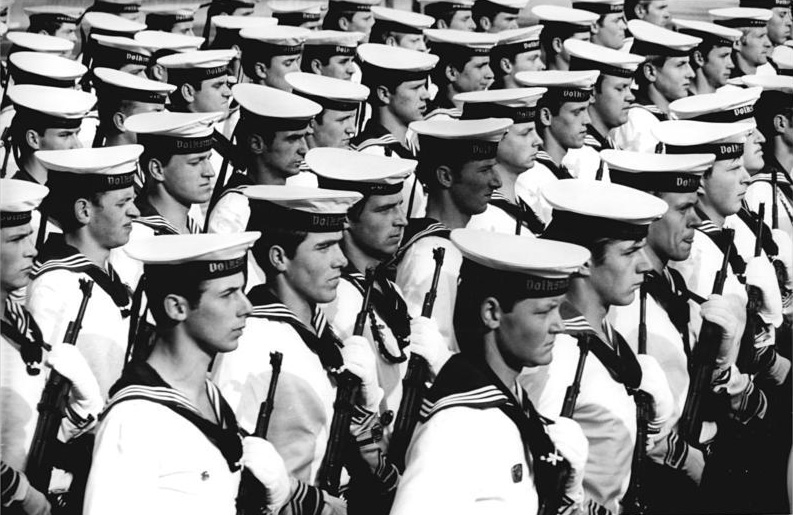
Marinos de la Armada Popular durante un desfile del Ejército Nacional Popular (7-10-1974).
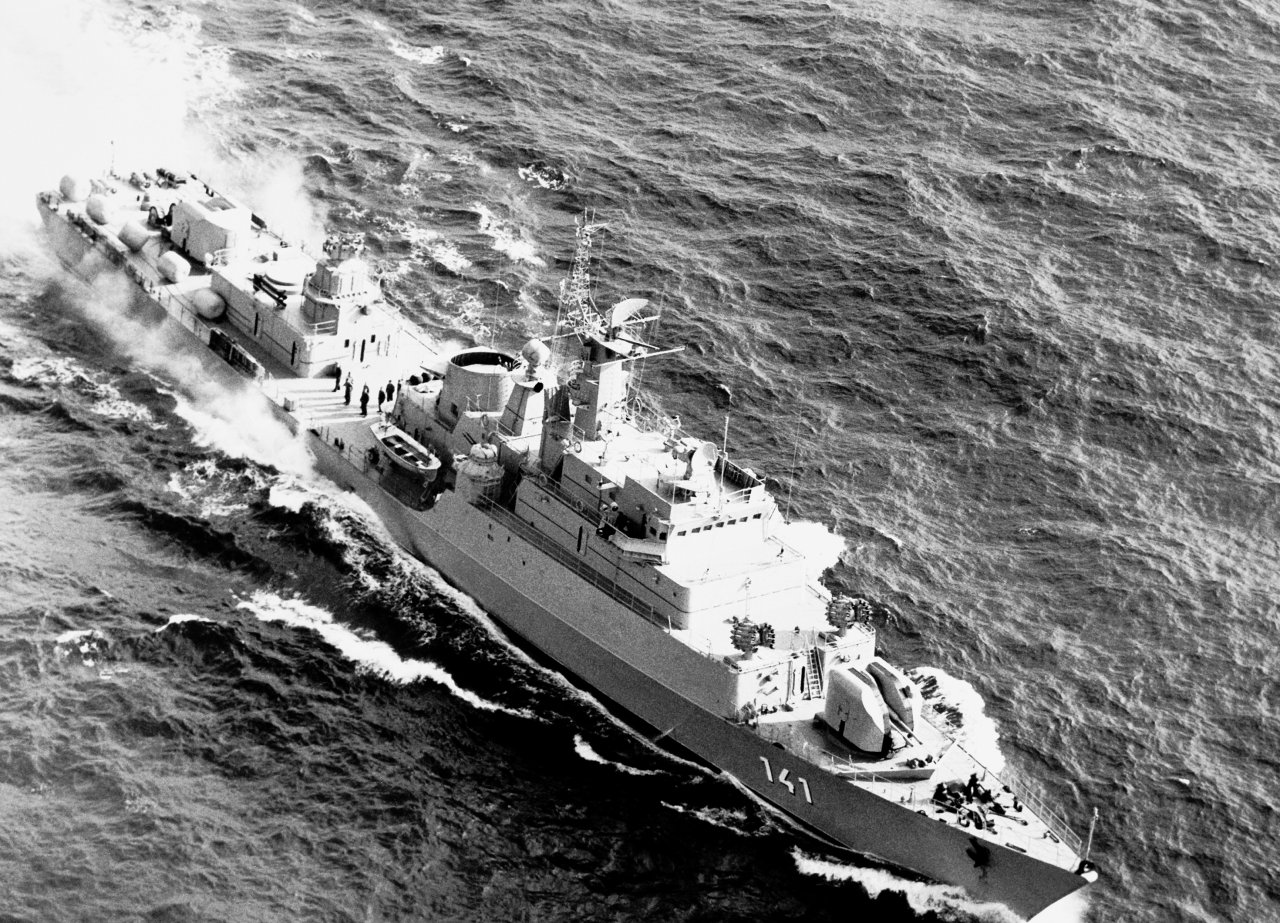
Fragata de fabricación soviética clase Koni de la Armada Popular.
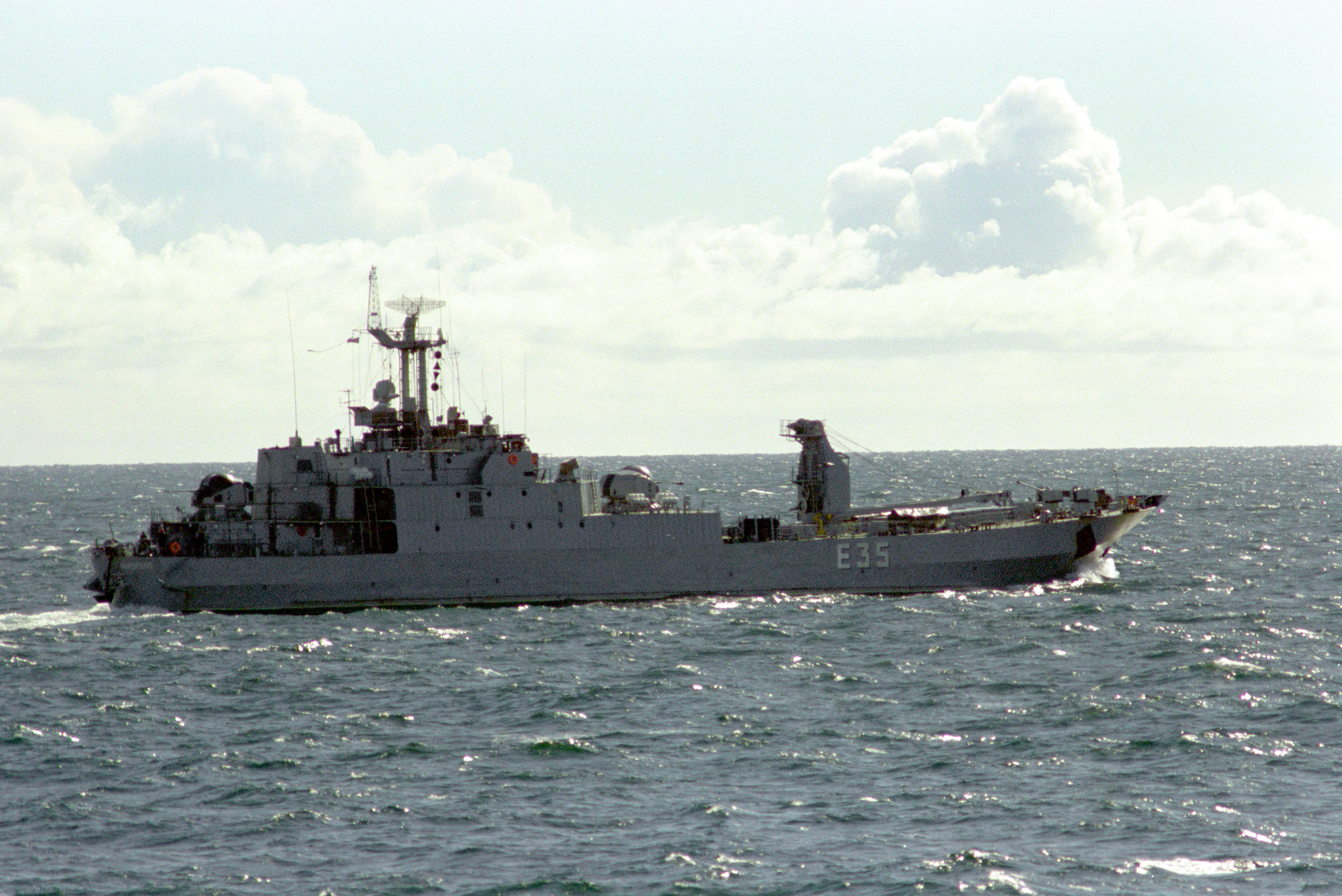
Barco de apoyo clase Frosch II de fabricación alemana.
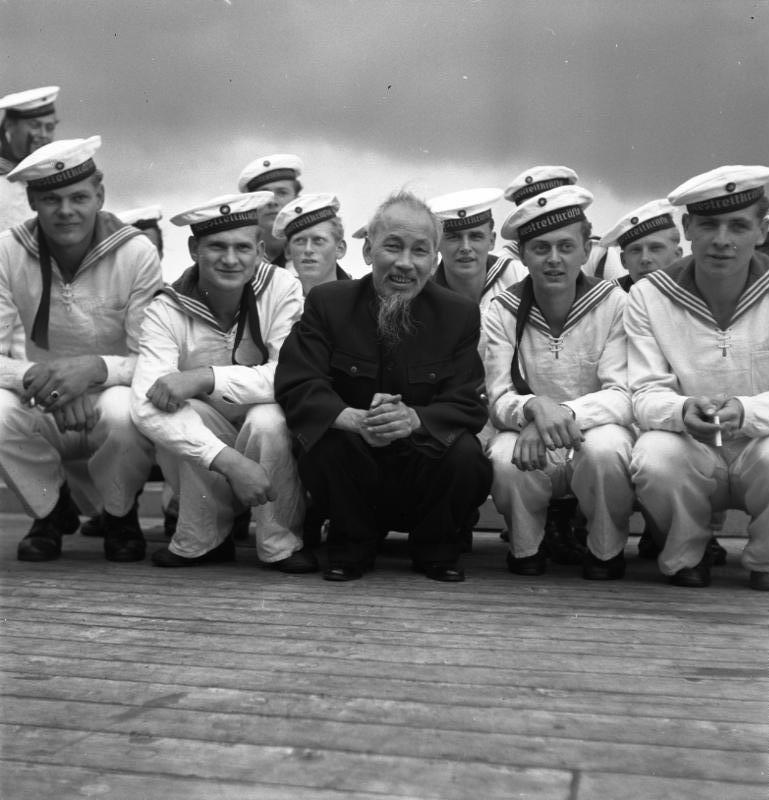
Hồ Chí Minh, Presidente de la República Democrática de Vietnam, junto a marinos de la Armada Popular durante su visita a la isla de Riems (28-7-1957).
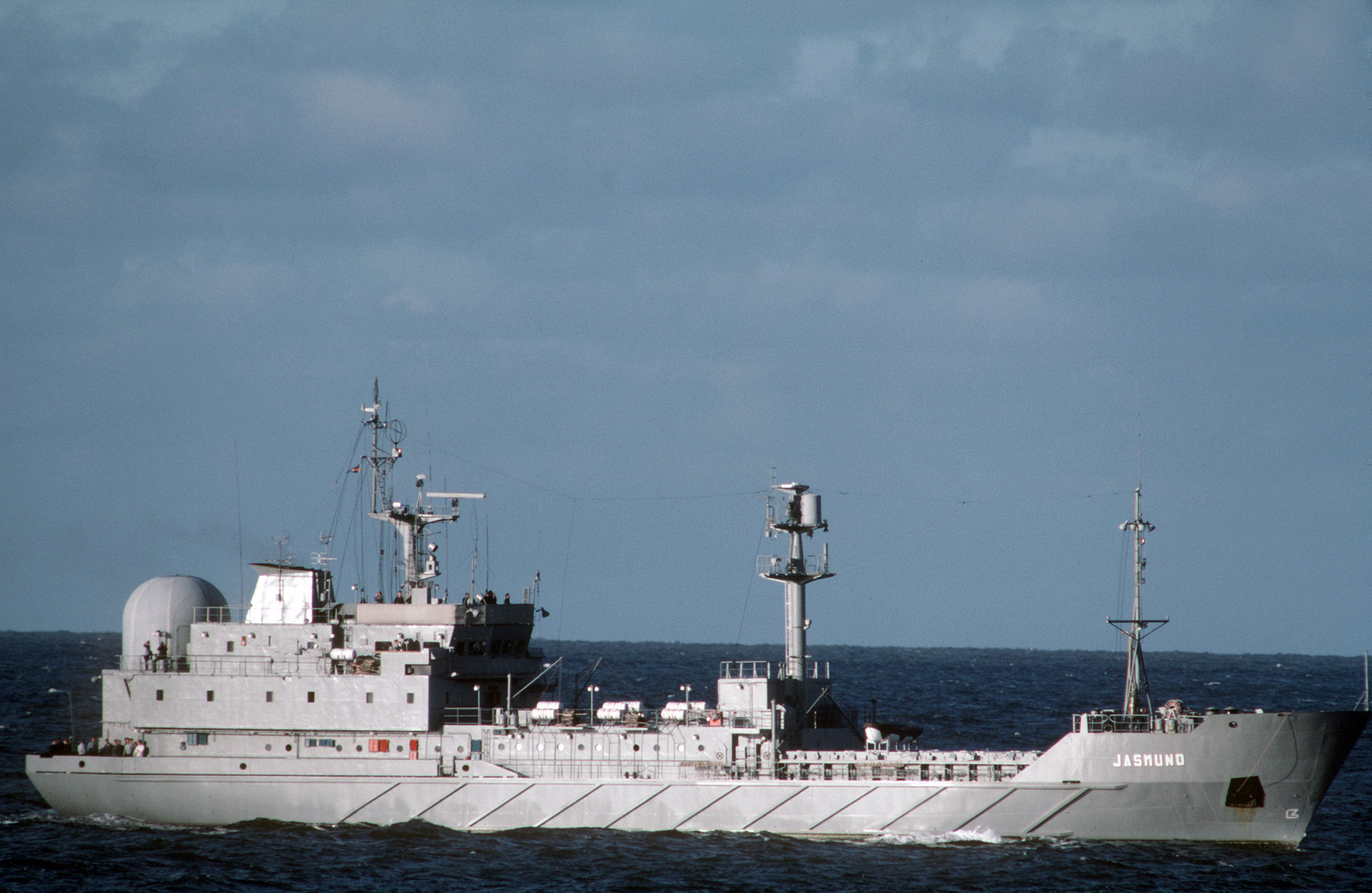
Buque colector de inteligencia  Jasmund

## Funciones operativas
La Armada Popular se incorporó operativamente en las Flotas Unidas del Mar Báltico del Pacto de Varsovia. Su área de operaciones designada era el mar Báltico y la entrada a este mar. Su tarea era mantener a los carriles de alta mar para los refuerzos soviéticos y participar en las acciones ofensivas contra las costas de las naciones hostiles en el mar Báltico. A estos efectos, fue equipada con elementos ligeros,como buques antisubmarinos, torpederos rápidos, dragaminas y lanchas de desembarco. Las actividades de rutina se centraron en el reconocimiento, llevado a cabo principalmente por los dragaminas y buques especializados de vigilancia electrónica.

## Comandantes de la Armada Popular

Bandera del Jefe de la Armada Popular, y Viceministro de Defensa.

| Grado           | Nombre           | Período                                          |
| Contraalmirante | Felix Scheffler  | 1 de marzo de 1956 - 31 de diciembre de 1956     |
| Vicealmirante   | Waldemar Verner  | 1 de enero de 1957 - 31 de julio de 1959         |
| Contraalmirante | Wilhelm Ehm      | 1 de agosto de 1959 - 31 de julio de 1961        |
| Contraalmirante | Heinz Neukirchen | 1 de agosto de 1961 - 24 de febrero de 1963      |
| Almirante       | Wilhelm Ehm      | 25 de febrero de 1963 - 30 de noviembre de 1987  |
| Vicealmirante   | Theodor Hoffmann | 1 de diciembre de 1987 - 17 de noviembre de 1989 |
| Vicealmirante   | Hendrik Born     | 11 de diciembre de 1989 - 2 de octubre de 1990   |